# Allemagne année zéro
Série Trilogie de la guerre
Païsa
(1946)
Pour plus de détails, voir Fiche technique et Distribution.
Allemagne année zéro (italien : Germania anno zero ; allemand : Deutschland im Jahre Null) est un film dramatique franco-germano-italien réalisé par Roberto Rossellini et sorti en 1948. Le titre est une allusion à l'expression « Stunde Null » (litt. « l'heure zéro ») qui décrit l'effondrement de l'Allemagne en 1945. Il fait partie de la tradition d'après-guerre des films de décombres.

## Synopsis
Berlin, l'été après la capitulation allemande, la famille Köhler est obligée de partager avec quatre autres locataires un appartement trop petit. 
M. Köhler, veuf et malade, vit là avec ses trois enfants. Sa fille Eva s'occupe de la maison pendant la journée, et la nuit fréquente les bars. Le premier fils, Karl-Heinz, ancien soldat de la Wehrmacht, se cache dans l'appartement, craignant d'aller en prison. Le plus jeune, Edmund, âgé de douze ans, est confronté à la dure réalité de la vie. Il s'efforce d'aider sa famille à survivre. Après avoir empoisonné son père, à l'instigation de son ex-instituteur nazi, il finit par se jeter du haut d'un immeuble.

## Fiche technique
- Titre : Allemagne année zéro
- Titre original : Germania anno zero
- Réalisation : Roberto Rossellini, assisté de Carlo Lizzani
- Scénario : Roberto Rossellini, Carlo Lizzani, Max Colpet et Sergio Amidei (dialogues)
- Musique : Renzo Rossellini
- Photographie : Robert Juillard
- Décors : Piero Filippone
- Montage : Eraldo Da Roma
- Production : Salvo D'Angelo et Roberto Rossellini
- Sociétés de production : Tevere Film, Salvo D'Angelo Produzione, Sadfi (Berlin), UGC (Paris)
- Pays d'origine :  Italie,  France,  Allemagne
- Langues originales : allemand, anglais, français
- Tournage : Berlin, août-septembre 1947 ; Rome, studios Titanus, nov. 1947 - janvier 1948
- Format : Noir et blanc - 1,37:1 - Mono - 35mm
- Genre : Drame, trümmerfilm
- Durée : 78 minutes (1h18)
- Date de sortie : 
  - Italie : 1er décembre 1948
  - France : 2 février 1949
- Affiche : Bernard Lancy (France)

## Distribution
- Edmund Meschke : Edmund Kohler
- Ingetraud Hinze : Eva Kohler
- Franz-Otto Krüger : Karl-Heinz Kohler
- Ernst Pittschau : M. Kohler, le père
- Erich Gühne : l'instituteur
- Hans Sangen : Monsieur Rademaker
- Heidi Blänkner : Madame Rademaker

## Autour du film
- Allemagne année zéro constitue le dernier volet de ce qui a été parfois appelé la « trilogie de la guerre » (Rome, ville ouverte, 1945 ; Païsa, 1946 ; Allemagne année zéro, 1947). Avec cette trilogie, Rossellini a ouvert la voie à ce qu'on a nommé le néoréalisme.
- Le film est tourné dans les ruines du Berlin d'après-guerre, dont une scène dans les décombres de la chancellerie du Reich ; certaines scènes d'intérieur ont été filmées en studio à Rome.
- Il est dédié au fils du réalisateur, Romano (qui venait de mourir à 9 ans[1] d'une appendicite). Rossellini aurait recherché une certaine ressemblance avec son fils dans le personnage principal du film (choix de l'acteur, coiffure, attitudes)[2].

## Récompenses et distinctions
- Léopard d'or au Festival de Locarno.